# 레이온
레이온(영어: rayon)는 인공의 재생 셀룰로오스이다. 정제한 셀룰로스, 주로 화학적으로 변환된 가용성 화합물인 용해 펄프로부터 만든다. 흡습성이 좋고, 촉감이 부드럽지만 물에 젖으면 약해지며, 주름이 잘 지고 줄어들기 쉽기 때문에 드라이클리닝이 권장된다.
또한, 외관이 견섬유와 비슷하고, 매끄럽고 정전기가 잘 생기지 않는다. 비스코스와 레이온은 서로 다른 섬유가 아니라 같은 것이다. 정식 명칭은 비스코스 레이온(Viscose Rayon)이다.